# Gaz de France
Gaz de France was een Frans energiebedrijf dat gespecialiseerd was in het transport en de distributie van aardgas, oorspronkelijk ontstaan door de wet tot nationalisatie van elektriciteit en gas van 8 april 1946. In juli 2008 fuseerde Gaz de France met SUEZ tot GDF SUEZ, nu Engie.
In het kader van de liberalisering van de Europese elektriciteits- en gasmarkt, werd Gaz de France ook actief op de elektriciteitsmarkt om gecombineerde producten aan te kunnen bieden aan zijn klanten (aardgas en elektriciteit).
Electricité de France en Gaz de France zijn altijd twee juridisch gescheiden entiteiten geweest. In het kader van de nationalisatie deelden ze wel enkele zaken, zoals personeelsbeheer en energiedistributie.
Omwille van deregulering werd de juridische scheiding van bepaalde functies opgelegd, die geïdentificeerd werden als natuurlijke monopolies. Het ging hier om de gastransportactiveiten (in België uitgevoerd door Fluxys) en de  distributienetten voor aardgas en elektriciteit (in België Eandis en Infrax). Voor Gaz de France, is dit GrDF (Gaz réseau Distribution France), een dochtermaatschappij van GDF SUEZ.